# South Padre Island
South Padre Island és una població dels Estats Units a l'estat de Texas. Segons el cens del 2000 tenia 2.422 habitants.

## Demografia
Segons el cens del 2000, South Padre Island tenia 2.422 habitants, 1.211 habitatges, i 662 famílies. La densitat de població era de 516,7 habitants per km².
Dels 1.211 habitatges en un 15,4% hi vivien nens de menys de 18 anys, en un 47,2% hi vivien parelles casades, en un 4,2% dones solteres, i en un 45,3% no eren unitats familiars. En el 35,8% dels habitatges hi vivien persones soles el 7,8% de les quals corresponia a persones de 65 anys o més que vivien soles. El nombre mitjà de persones vivint en cada habitatge era de 2 i el nombre mitjà de persones que vivien en cada família era de 2,54.
Per edats la població es repartia de la següent manera: un 12,9% tenia menys de 18 anys, un 6,2% entre 18 i 24, un 28,2% entre 25 i 44, un 34,2% de 45 a 60 i un 18,4% 65 anys o més.
L'edat mediana era de 47 anys. Per cada 100 dones de 18 o més anys hi havia 115,9 homes.
Entorn del 10,2% de les famílies i el 12% de la població estaven per davall del llindar de pobresa.

## Poblacions més properes
El següent diagrama mostra les poblacions més properes.